# Deportivo Táchira Fútbol Club
Maillots
Actualités
Le Deportivo Táchira Fútbol Club est un club de football vénézuélien basé à San Cristóbal. 

## Histoire
Le club est fondé en 1974, sous le nom San Cristóbal Fútbol Club pendant sa période amateur, dès son entrée en première division, il se renomme Deportivo San Cristóbal Fútbol Club et en 1975 est finaliste de la Coupe du Venezuela. Le club est depuis 1975 pensionnaire de la première division, ce qui en fait la plus ancienne équipe vénézuélienne qui n'ait jamais été reléguée. 
En 1978, le club prend son nom actuel Deportivo Táchira Fútbol Club et en 1979 remporte son premier titre de champion du Venezuela.
Dans les années 80, à cause de la crise économique le club est obligé de fusionner avec l'Atlético San Cristóbal et se renomme Unión Atlético Táchira, c'est sous ce nom qu'il remporte son quatrième titre national.
Dans les années 90, l'équipe traverse de profondes difficultés économiques, frôlant la disparition, un groupe de personnes reprend le club et évite sa disparition, il prend la décision de reprendre le nom de Deportivo Táchira Fútbol Club pour la saison 1999-2000, et obtient cette même année le cinquième titre de champion.
Lors de la Copa Libertadores 2004 le club atteint les quarts de finale en étant invaincus, il ne perdra que ses deux dernières rencontres contre les brésiliens de  São Paulo.

## Palmarès
- Championnat du Venezuela (11)
  - Champion : 1979, 1981, 1984, 1986, 2000, 2008, 2011, 2015, 2021, 2023, 2024

- Coupe du Venezuela (1)
  - Vainqueur : 1982
  - Finaliste : 2013